# ISO 3166-2:EH
ISO 3166-2:EH è il sottogruppo dello standard ISO 3166-2 riservato alla regione del Sahara Occidentale, un territorio conteso tra Marocco e il Fronte Polisario, che ne ha dichiarato l'indipendenza proclamando la Repubblica Democratica Araba dei Sahrawi.
Lo standard ISO 3166-2, seconda parte dello standard ISO 3166, pubblicato dall'Organizzazione internazionale per la normazione (ISO), è stato creato per codificare i nomi delle suddivisioni territoriali delle nazioni e delle aree dipendenti codificate nello standard ISO 3166-1.
Attualmente, nello standard ISO 3166-2 non è stato definito nessun codice per la regione del Sahara Occidentale. 
Il codice ISO 3166-1 alpha-2 ufficialmente assegnato alla regione è EH. Inoltre, alle seguenti regioni, province e prefetture del Marocco situate nel territorio del Sahara Occidentale sono stati assegnati codici ISO 3166-2 sottogruppo del Marocco:
- MA-14 Guelmim-Es Semara (parzialmente nel Sahara Occidentale)
  - MA-ESM Es-Semara (interamente nel Sahara Occidentale)
- MA-15 Laâyoune-Boujdour-Sakia El Hamra (parzialmente nel Sahara Occidentale)
  - MA-BOD Boujdour (interamente nel Sahara Occidentale)
  - MA-LAA Laâyoune (parzialmente nel Sahara Occidentale)
- MA-16 Dakhla-Oued Ed Dahab (interamente nel Sahara Occidentale)
  - MA-AOU Aousserd (interamente nel Sahara Occidentale)
  - MA-OUD Oued ed Dahab (interamente nel Sahara Occidentale)